# NGC 524

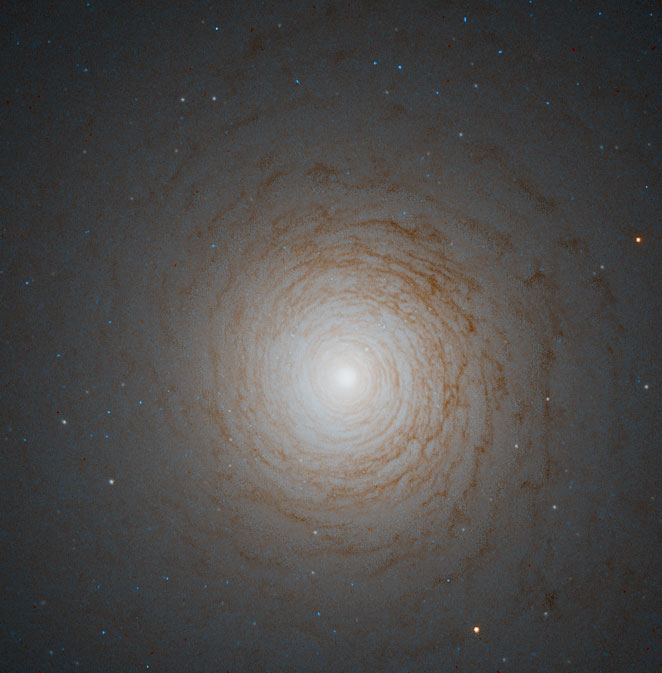
NGC 524

NGC 524 este o galaxie lenticulară situată în constelația Peștii. A fost descoperită în 4 septembrie 1786 de către William Herschel. De asemenea, a fost observată încă o dată de către John Herschel.